# 万户撞击坑
万户环形山（Wan-Hoo）是位于月球背面赤道区的一座大型撞击坑，约形成于酒海纪代，以傳說中的尝试用火箭升空的中国明朝官员万户之名命名，1970年被国际天文联合会正式批准接受。

## 描述
该陨坑西北毗邻谢切诺夫环形山、北面坐落着瓦维洛夫环形山、巨大的赫茨普龙环壁平原位于它的东北、东侧则是埃文斯环形山、南面横亘着帕申环形山。该陨坑的中心月面坐标为9°48′S 138°48′W / 9.8°S 138.8°W，直径53.3公里，深度2.4公里。
该陨坑充塞着赫茨普龙环形山撞击时抛射的溅射物，外观已发生很大改变。环陨坑四壁覆盖着数座小陨坑，坑壁高出周边地形1140米，坑内容积约2200公里。碗形的坑底地势崎岖，地表散布着一些大小不同的陨石坑。大卫星坑埃文斯 Q连接在它的东南偏东，另一座年轻的小陨坑则附靠在它的东南侧壁上，同样，在它的西侧壁上也坐落着一座杯状的小陨坑。
该特征的名称来源万户（Wan-Hoo或Wan Hu），为很多近现代文献中所记述的“中国传统中记录的首位嘗試用火箭升空的人”，并被称为「人类的航天鼻祖」，不过万户其人其事的真实性存在争议。月球背面的环形山中一共有五座以中国人的名字命名，除万户外其他四人分别是战国的石申、东汉的张衡、南北朝的祖冲之和元朝的郭守敬，四人均为中国古代著名的天文学家。

## 卫星陨石坑
按惯例，最靠近万户环形山的卫星坑在月图上以字母标注在该坑中心点的旁边。

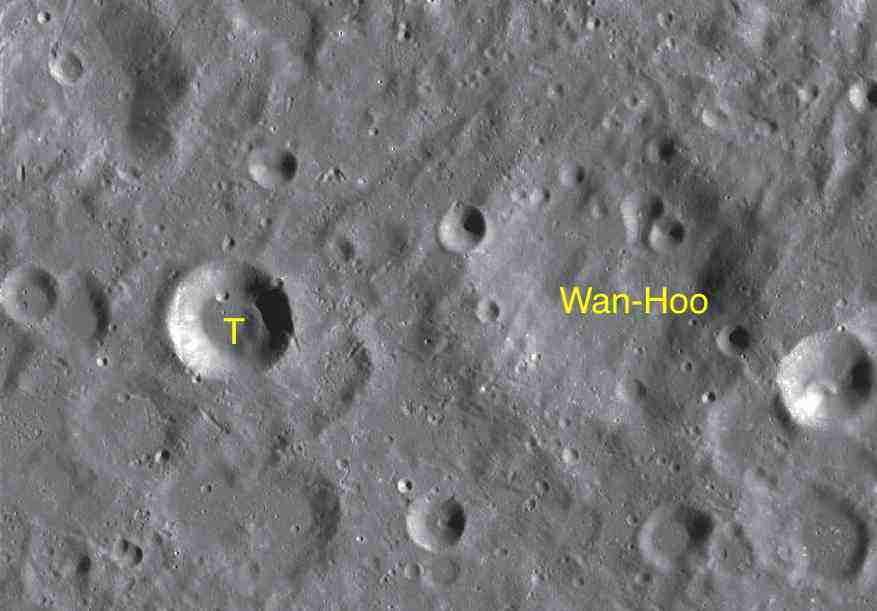
LAC-88 详情图.

| 万户 | 纬度    | 经度     | 直径    |
| ---- | ------- | -------- | ------- |
| T    | 10.0° S | 140.4° W | 21 公里 |

## 另请参阅
- 万户
- 嫦娥一号